# 宝山洋行旧址
宝山洋行旧址，位于中国吉林省长春市新发路1号（原满洲国新京特别市新发路101号），现为长春市文物保护单位。该建筑原为日本商人前田伊织于1938年创办的宝山百货商店，现作欧亚新发商厦使用。

## 历史沿革

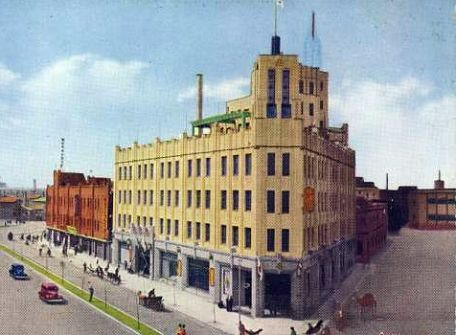
满洲国时期的建筑旧照

1932年，日商在该地开设宝山火柴厂。1937年，宝山火柴厂管理层在原址兴建宝山百货商店大楼，1938年落成并开始营业。宝山百货店主营东西洋货，营业面积达5000平方米，经营品种6000余种，其规模当时号称“全满第一”。这里除经营百货业以外，还兼营餐饮及娱乐业。商店大楼外观呈舰船形，由山田工务所设计，采用钢筋混凝土框架结构，主体地上四层，局部七层，地下一层。底层外墙用青灰色花岗岩贴面，上部贴灰白色面砖。该楼作为当时市区的最高建筑，顶层设有屋顶花园和旋转楼梯，登上高耸的展望台可以眺望都市风光。
1945年抗日战争结束后，中华民国国民政府接收长春，大楼曾作为中国青年公司东北区公司使用，1947年改为中国贸易企业公司东北区公司。1948年解放军占领长春后，中国百货公司长春市公司营业部在大楼一层开业，1952年改组为长春市百货公司第二商店，简称二商店，1984年改称长白山百货商场，1994年改为长春中兴商厦。2005年，中兴商厦被长春欧亚集团收购，重组为欧亚新发商厦。目前该建筑保存较为完好，被定为长春市文物保护单位。